# Villaturiel
Villaturiel – gmina w Hiszpanii, w prowincji León, w Kastylii i León, o powierzchni 57,02 km². W 2011 roku gmina liczyła 1941 mieszkańców.